# Tessa Schram
Tessa Schram (Amstelveen, 18 oktober 1988) is een Nederlands actrice en regisseuse. Ze is een dochter van de filmproducenten Dave Schram en Maria Peters. Ook haar broer Quinten is te zien in enkele Nederlandse producties.

## Loopbaan
In 2007 behaalde Schram haar schooldiploma aan het Amstelveen College. In 2009 regisseerde ze de film Hij (48 Hour Film Project te Utrecht) en won daarmee de publieksprijs. Verder regisseerde zij de videoclip van de titelsong van de speelfilm Razend uit 2011 van Dave Schram. De clip van Memory Steel werd gezongen door Schradinova. In 2011 regisseerde Schram Sammie is zoek, een korte televisiefilm voor de KRO. Op 2 juli 2012 studeerde ze af als regisseur met de film Lost and Found aan de Nederlandse Film en Televisie Academie (NFTA). Verder regisseerde ze de films Pijnstillers en Kappen! (naar de boeken van Carry Slee) en een aantal afleveringen van de jeugdserie SpangaS.

## Filmografie

### Als actrice

#### Film
- 1998: Een echte hond, als Tessa
- 1999: Kruimeltje, als kind van Moeder Keesie
- 2003: Pietje Bell 2: De Jacht op de Tsarenkroon, als Marie
- 2006: Afblijven,als Fleur

#### Televisie
- 2006: Grijpstra & De Gier, als Nancy
- 2007: Spoorloos verdwenen, als Eline Buisel

### Als regisseur

#### Film
- 2011: Sammie is zoek
- 2012: Lost and found, eindexamenproject NFTA
- 2014: Pijnstillers
- 2016: Kappen!
- 2017: 100% Coco

#### Televisie
- 2015: Dagboek van een callgirl, 2 afleveringen
- 2016: SpangaS
- 2019: Remy & Juliyat, 20 afleveringen

## Overige
Tessa Schram staat op de cover van Sproetenliefde, het vierde boek van schrijfster Maren Stoffels, dat in 2007 uitkwam.